# Operation Piratenbeute
Die Operation Piratenbeute (hebräisch מִבְצָע שָׁלָל Mivza Schalal, deutsch ‚Operation Beute‘, englisch Operation Pirate’s Booty) war eine in drei Etappen von April bis August 1948 durchgeführte Aktion der Israelischen Marine, um eine Lieferung tschechoslowakischer Gewehre und Munition, die für die palästinensisch-arabischen Streitkräfte im Palästinakrieg bestimmt waren, zu erbeuten.

## Vorgeschichte
Bereits im Frühjahr 1948 wurde die Waffenlieferung, 8000 Gewehre und rund 10 Millionen Schuss Munition, vom Beauftragten Husseinis bei Česká zbrojovka (Uherský Brod) in der Tschechoslowakei gekauft. Aufgrund des Waffenembargos, das über die jüdischen und arabischen Kampfparteien in Palästina verhängt war, wurde die Waffenlieferung offiziell von Syrien gekauft und ging am 27. März 1948 an Bord der Lino in Rijeka ab nach Beirut. Von dort aus sollten die Waffen auf dem Landweg nach Palästina geschmuggelt werden. Vertreter der Hagannah machten die jugoslawischen Behörden auf den bevorstehenden Embargobruch aufmerksam und forderten, die Ladung zu beschlagnahmen. Doch die Behörden wollten keine Probleme mit der Tschechoslowakei.

## Operation Beute 1

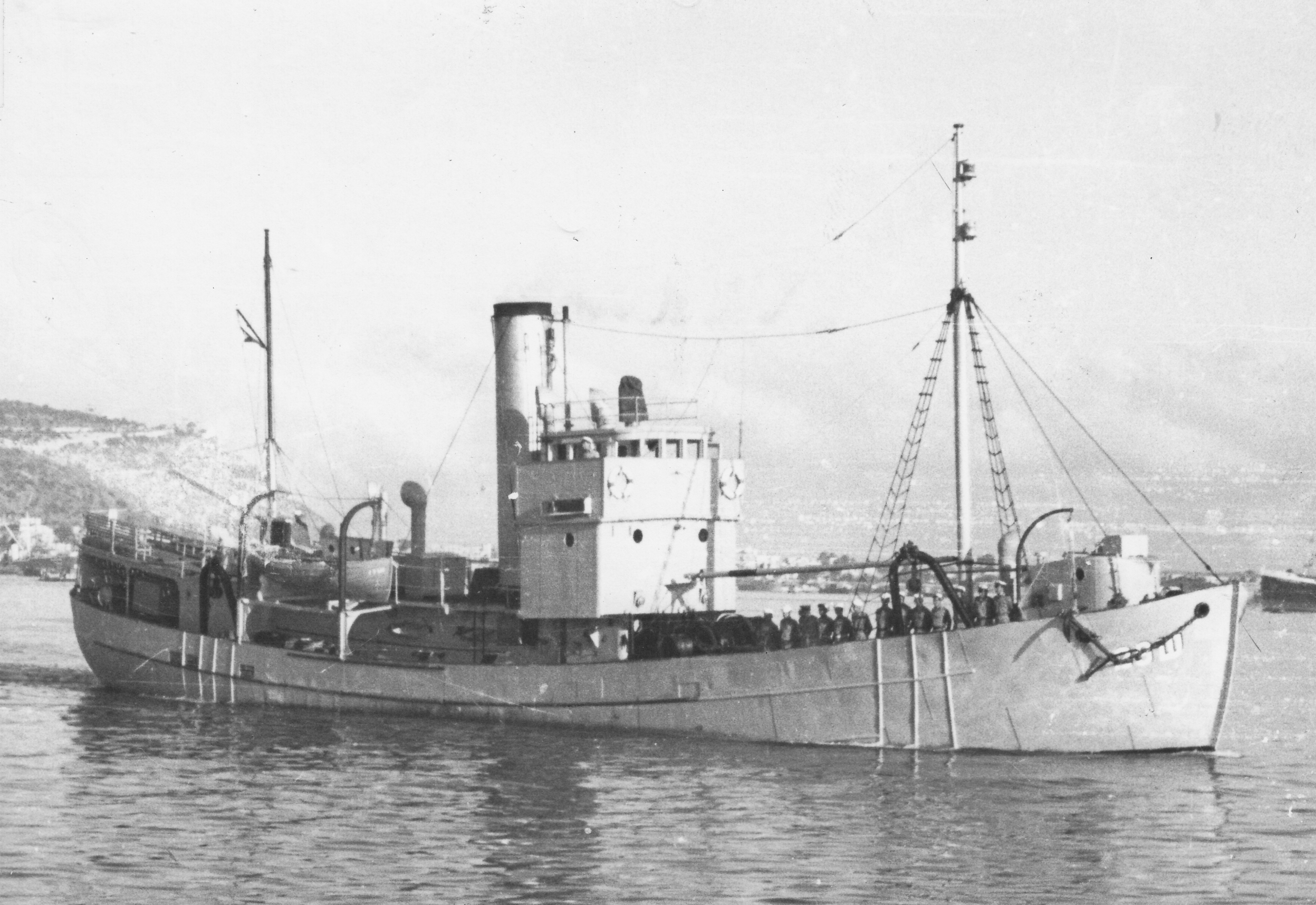
Die Drom Afriqah, 1948

Durch eigene Agenten, die in der Tschechoslowakei Waffen kauften, auf die arabischen Käufe aufmerksam geworden, plante die Hagannah eine Militäroperation, heute Operation Beute 1 (hebräisch מִבְצָע 'שָׁלָל 1' Mivza Schalal Echad) genannt. 25 Mann des Palyams liefen am 2. April 1948 von Sdot Jam aus mit der Drom Afriqah, einem Fischkutter, um der Lino zwischen Rhodos und Karpathos aufzulauern. Die Operation endete, denn die Lino lief mit Maschinenschaden Molfetta an, wurde dann aber nach Bari weiterverwiesen.

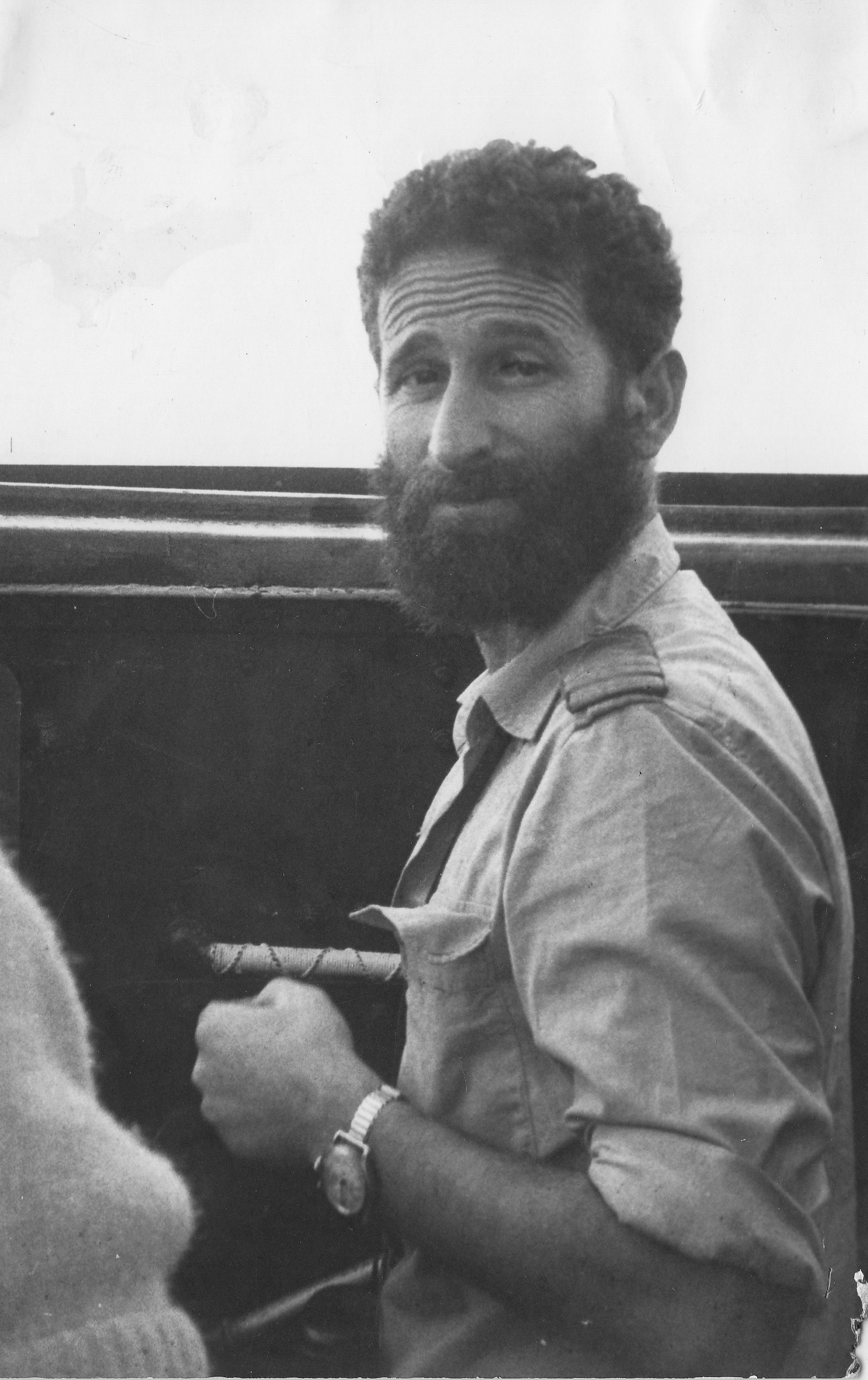
Jossele Dror, 1960 auf der ACh"I Tannin

## Operation Beute 2
Nun wurde der Mossad le Alija Bet in Italien, geleitet von Ada Sereni, Gattin Enzo Serenis, beauftragt die Lieferung zu stoppen, doch als Organisation, die Schoahüberlebenden den Weg ins Heilige Land bereitete, fehlten ihm die Mittel und Wege. Als der israelische Mossad erwog, italienische Taucher für einen Anschlag zu suchen und zu dingen, übernahm der Palyamnik Josef 'Jossele' Dror die Initiative. Ada Sereni ging es darum, Personenschaden zu vermeiden, denn durch ungeschickte Sprengung könnte das Schiff nicht nur sinken, sondern mitsamt der explosiven Ladung explodieren. Dror und Binjamin Kravitz, Taucher von der Einheit Ha’Chulya, versenkten per Haftbombe am Bug, fern vom Laderaum, das Frachtschiff Lino mit der Waffenladung am 10. April 1948 im Hafen von Bari. Sie blieben unentdeckt. Ein britisches Marineschiff war bereits vor Ort, britische Dienste bezweifelten, dass der Zielhafen Beirut sei, sondern vermuteten eine Lieferung für die Hagannah, die die britische Marine kontrollieren und gegebenenfalls stoppen sollte.

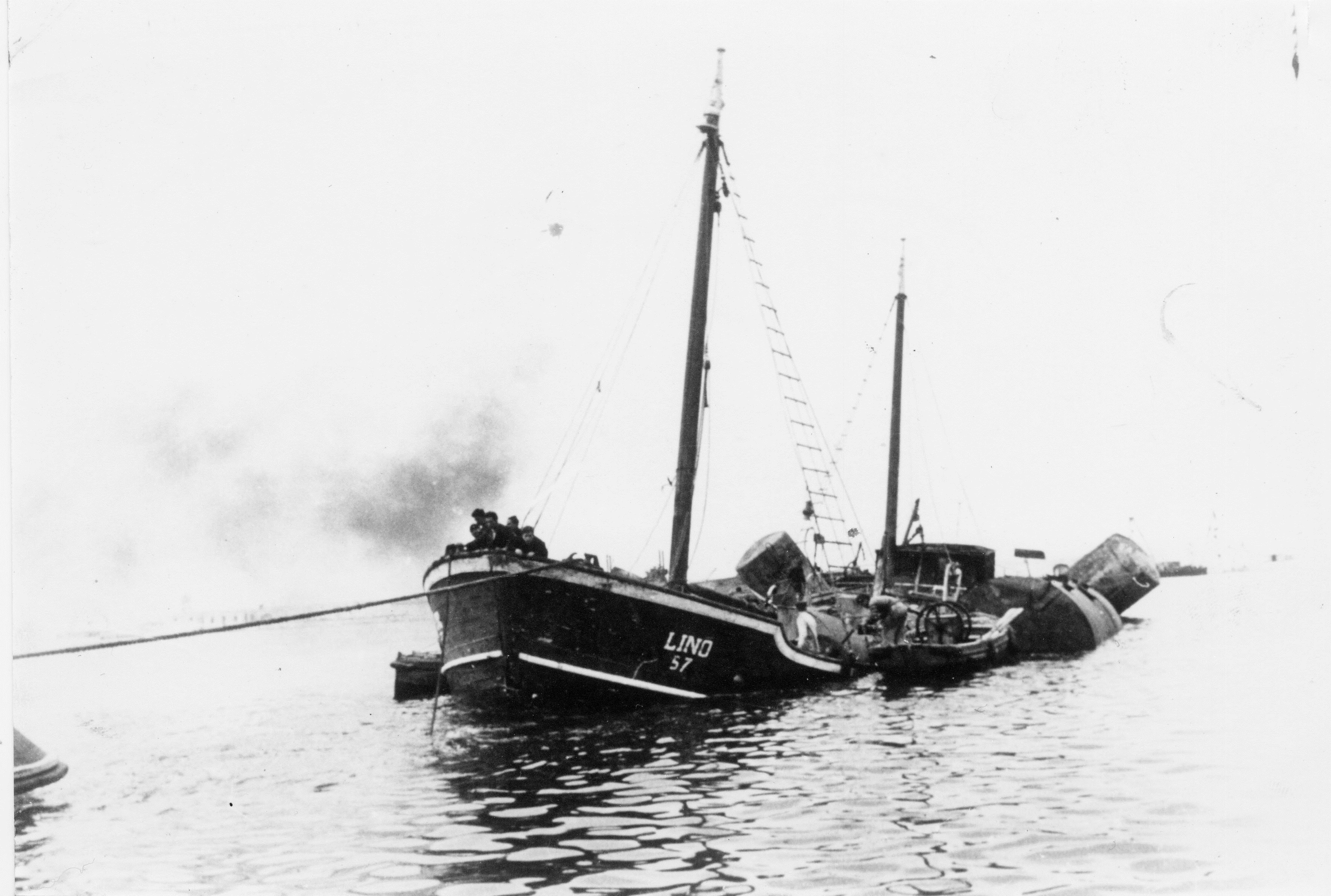
Die versenkte Lino, August 1948

Der syrische Offizier Fuʾad Mardam Bey, ein Verwandter des damaligen syrischen Premierministers Jamil Mardam Bey, reklamierte die gesunkene Ladung bei italienischen Behörden für sein Land. Darauf erteilte das italienische Innenministerium ihm die erforderlichen Genehmigungen und wies die örtlichen Behörden an, Mardam Bey bei der Bergung der Waffenlieferung zu unterstützen. So konnten die Syrer bis Anfang August 1948 die Ladung aus dem Wrack der Lino bergen.
Zur Aufbereitung wurden die Waffen in eine Einrichtung der italienischen Armee gebracht wurde. Die folgenden zwei Monate wurden die Waffen gereinigt und neu verpackt, dabei ergab sich, dass 15 % der Waffen und die gesamte Munition unbrauchbar geworden waren. Für die Verschiffung charterte Mardam Bey bei dem gleichen Reeder, dem auch die Lino gehört hatte, den italienischen Zweimastkutter Argiro, der die Ladung nach Ägypten transportieren sollte. Der israelische Mossad kontaktierte den Reeder, um ihn für die Pläne, das Schiff für Israel zu übernehmen, zu gewinnen. Man einigte sich, dass der Mossad dem Reeder 20 Millionen Lire (seinerzeit etwa 34 800 US$) zahlte für die stillschweigende Mitarbeit und weitere 15 Millionen (seinerzeit etwa 26 100 US$) bei Verlust der Argiro.

## Operation Beute 3
Durch die Bergung und Aufbereitung der Waffenlieferung stellte sie weiterhin eine Gefahr dar, so dass wieder Maßnahmen erforderlich wurden. Inzwischen war Israel am 14. Mai 1948 gegründet worden und befand sich seit dem Folgetag im Krieg um seine Unabhängigkeit mit Invasoren aus Ägypten, Irak, Libanon, Syrien und Transjordanien. Nach Gründung der Israelischen Marine lag die Planungs- und Durchführungsverantwortung bei der Marineleitung und nicht mehr beim Mossad. Hier wurde nun beschlossen, die Waffen nicht zu zerstören, sondern zu erbeuten und selbst im Krieg um Israels Unabhängigkeit einzusetzen.

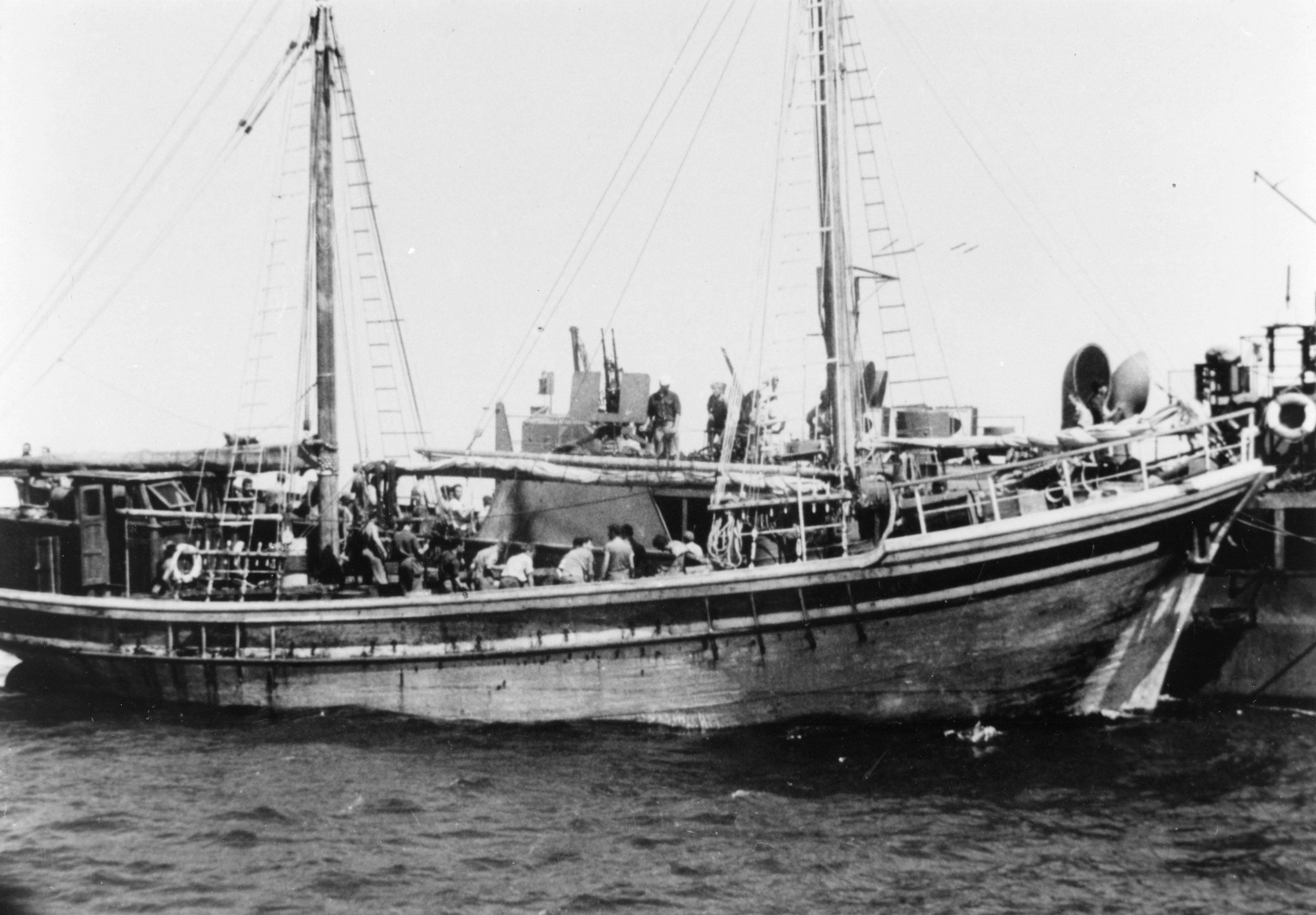
Die Argiro, 1948

Zuerst war geplant, verdeckte Mossad-Agenten in die Mannschaft der Argiro einzuschleusen und das Schiff auf der Überfahrt zu übernehmen. Dieser Plan erwies sich jedoch als undurchführbar. Stattdessen wurden zwei italienische Mechaniker gewonnen, die nach der Abfahrt durch einen vorgeschobenen technischen Defekt die Antriebsmaschine abstellen sollten. Mit einem kleinen Boot sollten bei dieser Gelegenheit zwei als italienische Marineoffiziere getarnte Agenten an Bord der Argiro gelangen und das Kommando übernehmen. Damit wurden die beiden Palyam-Veteranen David Ben-Chorin und ʿOved Sadeh beauftragt.
Die „Operation Beute“ verlief plangemäß. Durch kleinere Reparaturen begründet, konnten die beiden italienischen Mechaniker die Fahrtgeschwindigkeit drosseln. Sadeh und Ben-Chorin kamen an Bord der Argiro und behaupteten, sie müssten im Auftrag der italienischen Regierung das Kommando übernehmen. Der Kapitän und seine gesamte Mannschaft fielen auf die Täuschung herein und übergaben widerstandslos das Schiffskommando. Eventuelle Zweifel an der Glaubwürdigkeit der Marineoffiziere aufgrund des schlechten Italienisch, das sie sprachen, konnten zwei Tage später ausgeräumt werden: Sadeh und Ben-Chorin behaupteten nun, sie seien in Wirklichkeit Ägypter und hätten den Auftrag, das Schiff durch das Levantinische Meer, den Ostteil des Mittelmeers, zu lotsen, das seit dem Zweiten Weltkrieg noch sehr minenverseucht war.
Durch gefälschte Funkkontakte mit Syrien wurde weiterer Verdacht unterbunden, in Wirklichkeit bestand der Funkkontakt mit den israelischen Hauptquartieren in Rom und Israel. Mardam Bey und sein Stab erhielt dagegen keine Meldung mehr von der Argiro. Er ahnte, dass er das Schiff verloren hatte, aber hatte keine Vorstellung wie und wo das geschehen sein könnte. In der israelischen Marineführung fand derweil eine heftige Diskussion statt, wie die Operation zum Abschluss gebracht werden kann. Ergebnis war der Beschluss, dass die Argiro durch die beiden Korvetten K-18 Wedgwood und K-20 Haganah abseits von Kreta „abgefangen“ werden sollte. Die italienische Mannschaft sollte in Gewahrsam genommen und die vorgeblichen ägyptischen Offiziere verhaftet werden. Die Durchführung erfolgte am 26. August 1948 planungsgemäß. Nachdem die Waffenladung auf die Korvetten umgeladen war, wurde die Argiro versenkt.

## Auswirkungen
Zurück in Israel wurden die Waffen und Munition schnell in die Kampfgebiete weitergeleitet, wo sie einen sehr wichtigen, manchen Berichten zufolge entscheidenden Einfluss auf den weiteren Kriegsverlauf hatten. Die italienische Besatzung wurde in Beit Oren interniert. Da ein Waffenembargo gegen Israel galt, sollte dieser Akt der Piraterie gegen ein italienisches Schiff einstweilen nicht publik werden. Der italienische Kapitän erkrankte und starb im Dezember 1948 im Krankenhaus. Den Seeleuten gelang einen Brief aus der Internierung herausschmuggeln zu lassen, wodurch ihr Schicksal bekannt wurde, wie Jossi Harʾel am 21. Februar 1949 mitteilte. Die übrige Crew kam erst am 29. März des Jahres frei, die sterblichen Überreste des Kapitäns wurden nach Italien überführt. Die israelische Regierung gestand die Piraterie ein, bat um Entschuldigung und brauchte sieben Monate, um sich mit Italien auf eine Kompensation für die materiellen und immateriellen Schäden zu einigen.
Für die Syrer war dieser Verlust eine heftige Schmach, für die Mardam Bey persönlich verantwortlich gemacht wurde. Ihm wurde Landesverrat vorgeworfen. In der syrischen Presse wurde berichtet, Mardam Bey wäre durch eine tschechoslowakische Jüdin verführt worden, die ihn überredete, die Argiro mit ihrer Ladung an Israel auszuliefern. Die israelische Seite ließ über UN-Kanäle nach Syrien mitteilen, dass es eine solche Affäre nicht gegeben habe. Mardam Bey wurde zum Tode verurteilt und hingerichtet.